# Doñihue
Doñihue is een gemeente in de Chileense provincie Cachapoal in de regio Libertador General Bernardo O'Higgins. Doñihue telde 20.887 inwoners in 2017 en heeft een oppervlakte van 78 km².